# O&K RL3
Die Typenreihe RL3 von Orenstein & Koppel (O&K) waren zweiachsige Diesellokomotiven mit mechanischer Kraftübertragung und Kettenantrieb für den Rangierdienst. Insgesamt sind aus der Zeit von 1933 bis 1937 23 gebaute Lokomotiven bekannt. Einige Lokomotiven waren bis in die 1990er Jahre im Einsatz. Sie entsprechen größen- und leistungsmäßig der DR-Kleinlokomotive Leistungsgruppe I, waren aber ausschließlich für den internen Verschub in Werken und Anschlüssen gedacht.
Vier Lokomotiven der Reihe sind Stand 2024 erhalten.

## Entwicklung
Ab 1929 entstanden bei O&K die Fahrzeuge der Typenreihe RL. Diese sind mit einem Dieselmotor ausgerüstet, was aus der Typenreihenbezeichnung RL= Rohölmotor sowie der Zahl 3= Motorleistung 35 PS hervorgeht.
Von der Type RL 3 sind Stand 2024 23 gebaute Lokomotiven bekannt. Sie entstanden zur selben Zeit wie die Kö Leistungsgruppe I, waren aber auf Grund der geringen Geschwindigkeit nicht für den Streckendienst geeignet. Sie wurden demzufolge nur an private Betriebe wie Daimler-Benz, Grün & Bilfinger oder Dyckerhoff verkauft. Eine Lokomotive ging an ein Kalksandsteinwerk in Ortelsburg in Ostpreußen und eine in die Niederlande.
Eine Lokomotive wurde von dem Oberkommando des Heeres eingesetzt. Bei mehreren Lokomotiven, die an Zwischenhändler verkauft wurden, ist der weitere Verbleib unbekannt.
Nach dem Zweiten Weltkrieg wurde die Konstruktion der O&K MV 3 weiterentwickelt.

## Technik
Die Maschinenanlage besteht bei einer im Localbahnmuseum Bayerisch Eisenstein aufbewahrten Lokomotive aus einem wassergekühlten Zweizylinder-Viertakt-Dieselmotor von O&K mit der Bezeichnung Montania mit einer Leistung von 35 PS und einem mechanischen Getriebe. Die Kraftübertragung auf die Antriebsräder erfolgt mit einem Kettenantrieb auf beide Antriebsräder.

## Einsatz
Von diesem Typ sind vier Exemplare bekannt, die bis um 2020 erhalten geblieben sind.

### Daimler-Benz
Die Lokomotive wurde 1933 mit der Fabriknummer 20395 an Daimler-Benz ausgeliefert und fuhr bis in die 1960er Jahre dort. 1969 ging die Lok an eine Privatfirma in Deißlingen. Die Firma stellte die Lokomotive in den 1990er Jahren ab. 2021 wurde sie an eine Firma in Fredesdorf abgegeben. Das letzte Foto der Lok stammt aus dem Jahr 2020 und zeigt sie in einem schlechten Zustand.

### Grün & Bilfinger
Die Lokomotive mit der Fabriknummer 20520 wurde 1935 an Grün & Bilfinger geliefert und war dort im Rahmen der Arbeitsgemeinschaft Dammbau Turawa vorgesehen. Die Lokomotive wurde dort mit der Nummer 202 eingeordnet und bis 1956 eingesetzt. Danach wurde sie abgestellt. Im Oktober 1963 erhielt sie eine Hauptausbesserung und war bis zur erneuten Ausbesserung 1982 im Einsatz.
1988 erwarb das Localbahnmuseum Bayerisch Eisenstein die Lokomotive. Vereinsmitglieder des Bayerischen Localbahnvereins versetzten sie in den betriebsfähigen Zustand. Sie findet heute als Verschublok auf dem Museumsgelände Verwendung.

### Bataafse Petroleum Matschappij
Die Lokomotive mit der Fabriknummer 20548 wurde an eine Firma der Petrochemie in Den Haag verkauft. Sie wurde 1953 an eine Firma in Nijverdal weiterverkauft. 1971 kam sie das Museum Buurtspoorweg. Seither wird die Lokomotive in Haaksbergen betreut.

### Dyckerhoff
Die Lokomotive mit der Fabriknummer 20595 erwarb die Dyckerhoff GmbH für eine Filiale in Poggenhagen (Neustadt am Rübenberge). 1981 übernahm sie eine andere Firma im gleichen Ort und verwendete sie bis 1993, von wo aus sie mit dem Lastkraftwagen zum Münsterländischen Feldbahnmuseum, Rheine transportiert wurde. 2020 wurde sie in zerlegtem Zustand an einen Instandsetzungsbetrieb in Duisburg abgegeben. Die letzte Aufnahme der Lok stammt aus dem Jahr 2020 und zeigt sie in gutem äußeren Gesamtzustand auf dem Gelände des Betriebes.